# Rosa irysthonica
Rosa irysthonica är en rosväxtart som beskrevs av Ida P. Mandenova. Rosa irysthonica ingår i släktet rosor, och familjen rosväxter. Inga underarter finns listade i Catalogue of Life.